# Catedral de Kumurdo
La catedral de Kumurdo (en georgià: კუმურდოს ტაძარი) és una catedral de l'Església ortodoxa georgiana. Està situada a l'altiplà Djavakheti, a 12 km al sud-oest d'Akahlkalaki. Segons les inscripcions a les parets, efectuades amb l'antiga escriptura georgiana d'asomtavruli, la catedral va ser construïda pel bisbe Ioane durant el regnat del rei Lleó III d'Abkhàzia el 964. Durant l'edat mitjana, Kumurdo va ser un important centre cultural, educatiu i religiós. La catedral va ser restaurada dues vegades (1930; 1970-1980), però es troba sense cúpula. Al 2015, es va desenvolupar un projecte per a la reconstrucció completa de la catedral.

## Arquitectura

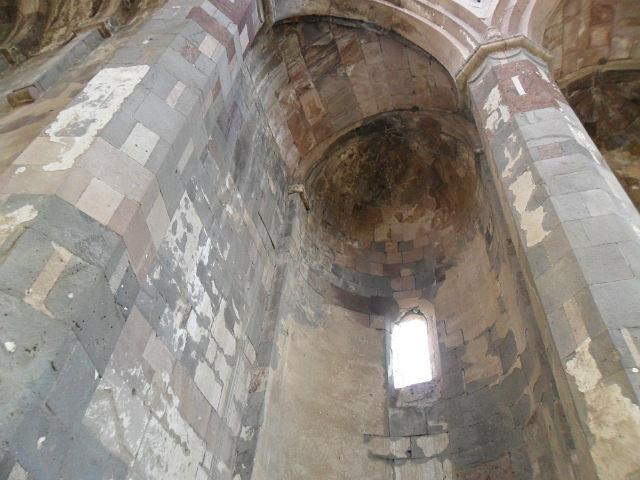
Interior del temple de Kumurdo

L'edifici voltat va ser construït en pedra i decorat amb fins gravats. Les finestres al voltant de l'altar estan decorades amb rèpliques de bous, àguiles, lleons i àngels. L'interior de la catedral està decorat amb pintura mural. D'especial interès és el retrat en relleu de la reina Gurandukht, la mare del rei Bagrat III de Geòrgia.

## Epigrafia de l'església

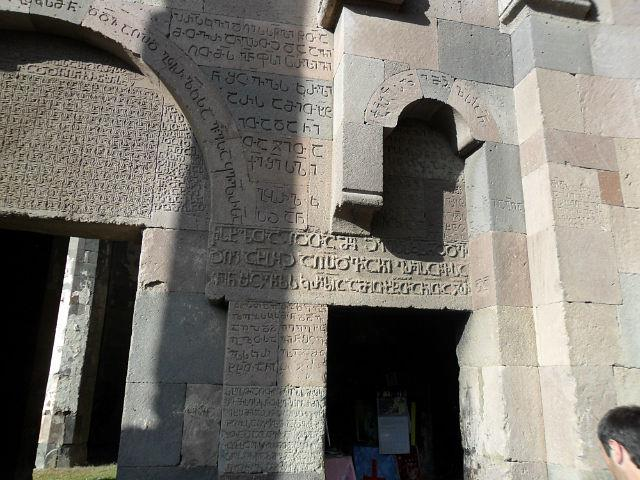
Epigrafies a les parets de l'església

Una sèrie de registres en forma de gravats en pedra proporcionen informació precisa sobre la història de la fundació del temple. Se sap que el temple va ser fundat el 964.
Una de les epigrafies diu: «Amb l'ajut de Déu vaig fundar aquesta església amb les meves mans". També és notable un gravat que indica que va ser un dels temples més famosos de l'època. Altres entrades en les parets parlen de la construcció de la galeria sud durant el període de Bagrat IV de Geòrgia (1027-1072), i també de la reconstrucció de l'església al segle xvi. Va ser destruït el sostre, cúpula i portal d'entrada, però se'n va conservar la façana cruciforme.